# Szebenrécse
Szebenrécse, 1910-ig Récse (románul: Reciu, németül: Rätsch) falu Romániában, Erdélyben, Fehér megyében.

## Fekvése
Gyulafehérvártól 34 kilométerre délkeletre fekszik.

## Nevének eredete
Neve valószínűleg német eredetű. Először 1309-ben Resz, majd 1330-ban Reech, 1332-ben pedig Beeth alakban említették. Előtagját Szeben vármegyéről kapta, amelyhez a névadás idején tartozott.

## Története
Szerdahelyszéki szász falu volt. 1500-ban tizenöt szabad paraszti családfő és két pásztor lakta, két házhelye pedig pusztán állt. 1532-ben már 26 családfőjét írták össze. Ortodox egyházközsége 1812-ben vált önállóvá, Kerpenyes filiájából. 1876-ban Szeben vármegyéhez csatolták. A szászok Németországba vándorlása miatt evangélikus egyházközségét 1992-ben megszüntették.
1850-ben 581 lakosából 279 volt szász, 239 román és 63 cigány nemzetiségű; 302 ortodox és 279 evangélikus vallású.
2002-ben 279 lakosából 272 volt román és hat cigány nemzetiségű; 276 ortodox és két evangélikus vallású.

## Látnivalók
- Evangélikus temploma. A 13. századi román templomból a diadalív maradt meg. A 15. században gótikus stílusban átépítették. 1500-ban erődítették. Festett mennyezetét 1858-ban cserélték a mai stukkómennyezetre. Egyik harangját 1400-ban öntötték.

## Híres emberek
- Itt született 1914-ben Zevedei Barbu szociálpszichológus.